# Escola de Enfermagem da Universidade de São Paulo
Escola de Enfermagem da Universidade de São Paulo (EE-USP) é uma instituição pública de ensino superior localizada na cidade de São Paulo, e vinculada à Universidade de São Paulo - USP.

## História
A Escola de Enfermagem, criada pelo Decreto-Lei n° 13.040, de 31/10/42, como parte integrante da Universidade de São Paulo, propõe-se à preparação de enfermeiros, docentes, pesquisadores e especialistas em todos os ramos da Enfermagem.
Através dos cursos de graduação, pós-graduação (mestrado, doutorado e especialização) e de extensão universitária, integrantes da sua experiência formadora, tem exercido ampla ação no País e no Exterior, do que resulta uma contribuição ao desenvolvimento da Enfermagem.
Articulada com instituições governamentais e não-governamentais e diferentes setores sociais, a partir de convênios, assessorias e ações diversas, compõe um elenco de atividades que lhe permitem estar voltada para as três finalidades estatutariamente previstas para a Universidade: ensino, pesquisa e prestação de serviços à comunidade sob formas múltiplas.

## Estrutura
A EE é composta de quatro departamentos:
- Departamento de Enfermagem Médico-Cirúrgica
- Departamento de Orientação Profissional
- Departamento de Enfermagem em Saúde Coletiva
- Departamento de Enfermagem Materno-Infantil e Psiquiátrica